# Hu Qili
Hu Qili (chiń. upr. 胡启立; chiń. trad. 胡啟立; pinyin Hú Qǐlì; ur. w październiku 1929) – chiński polityk.
Pochodzi z Yulin w prowincji Shaanxi. W latach 1946–1951 studiował fizykę na Uniwersytecie Pekińskim, w 1949 roku wstąpił do KPCh. Działacz organizacji młodzieżowych, w latach 1956-1966 był przewodniczącym Ogólnochińskiej Federacji Studentów. Represjonowany w okresie rewolucji kulturalnej.
W latach 1978-1980 przewodniczący Ogólnochińskiej Federacji Młodzieży, następnie 1980-1982 burmistrz Tianjinu i sekretarz tamtejszego Komitetu Miejskiego KPCh. Od 1982 do 1992 roku członek Komitetu Centralnego KPCh. Współpracownik Hu Yaobanga, w 1985 roku wszedł w skład Politbiura KC KPCh, a w 1987 roku także jego Stałego Komitetu. W 1989 roku opowiedział się za porozumieniem z demonstrującymi na placu Tian’anmen i sprzeciwił się siłowemu stłumieniu protestów. Został z tego powodu wykluczony z Politbiura, choć zachował stanowisko członka KC. 
Od 1991 do 1993 roku wiceminister, następnie w latach 1993-1998 minister przemysłu elektronicznego. W latach 1998–2003 pełnił funkcję wiceprzewodniczącego Komitetu Krajowego Ludowej Politycznej Konferencji Konsultatywnej Chin.